# Ráczkerti lakótelep (Mátészalka)
Ráczkerti lakótelep Mátészalka egyik városrésze, a település nyugati részén.

## Története
A lakótelep az egykori Vay-tag területén épült, melyet Rácz György vásárolt meg, és kertszerűen művelt, beépítése előtt almáskert volt. 1971-ben készült el a terület rendezési terve, Szokolay Örs tervei szerint.  1973-ban nyitották meg utcáit, tereit. Akkori neve Felszabadulás lakótelep volt, mely 1975. március 7-én kapta nevét, de néha nevezték nyugati lakótelepnek is.
A lakótelephez tartozott a Deák Ferenc utca és a Móricz Zsigmond utcának a vasútvonalig terjedő szakasza is. Dél felől a Kórház utca, Nyugatról az Ipari út és a Parkerdő határolja. A lakótelepet azonban ma már csak Ráczkerti lakótelep néven nevezik.

## Galéria

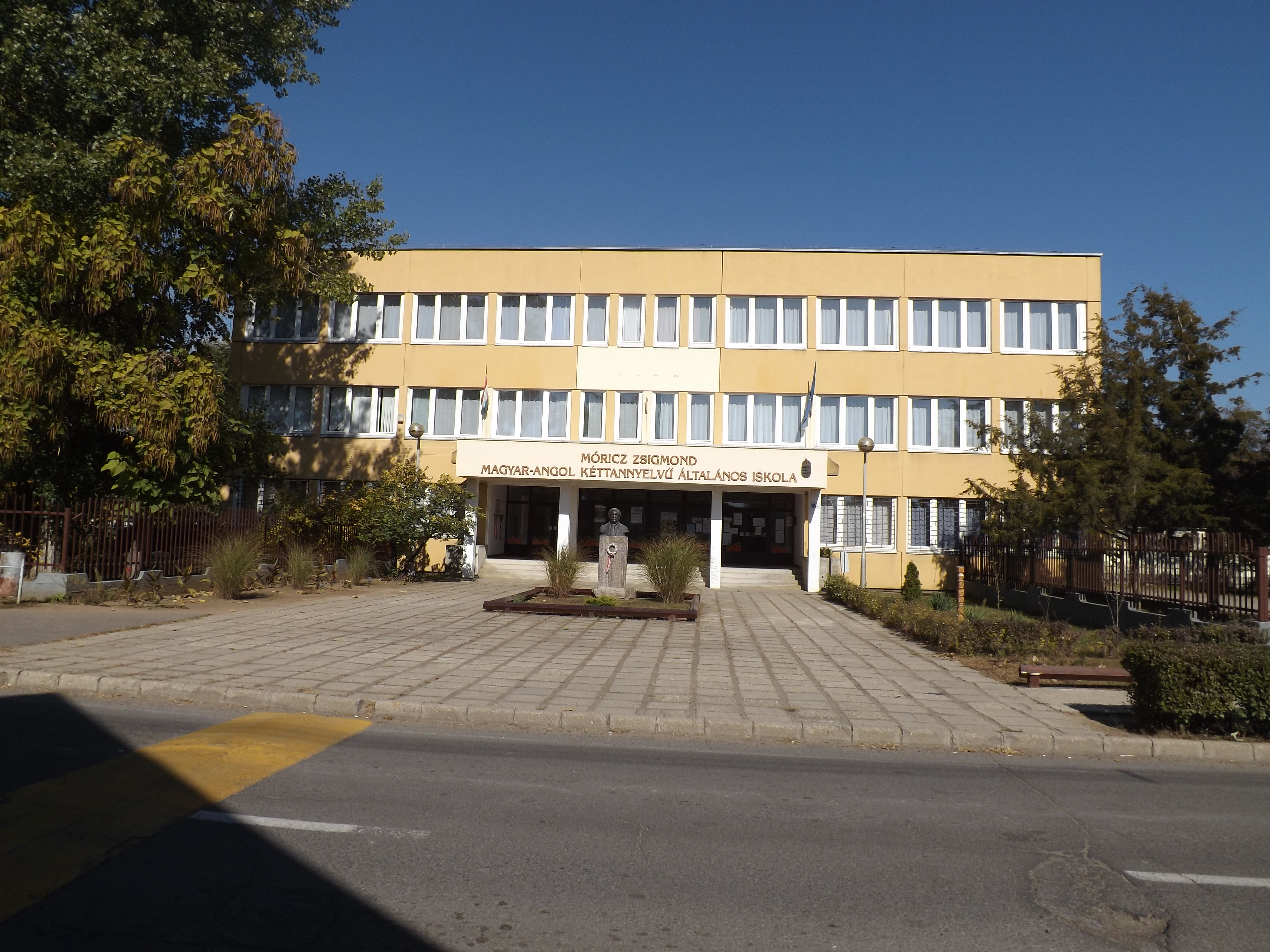
Mátészalka, Ráczkerti lakótelep Móricz Zsigmond Általános Iskola
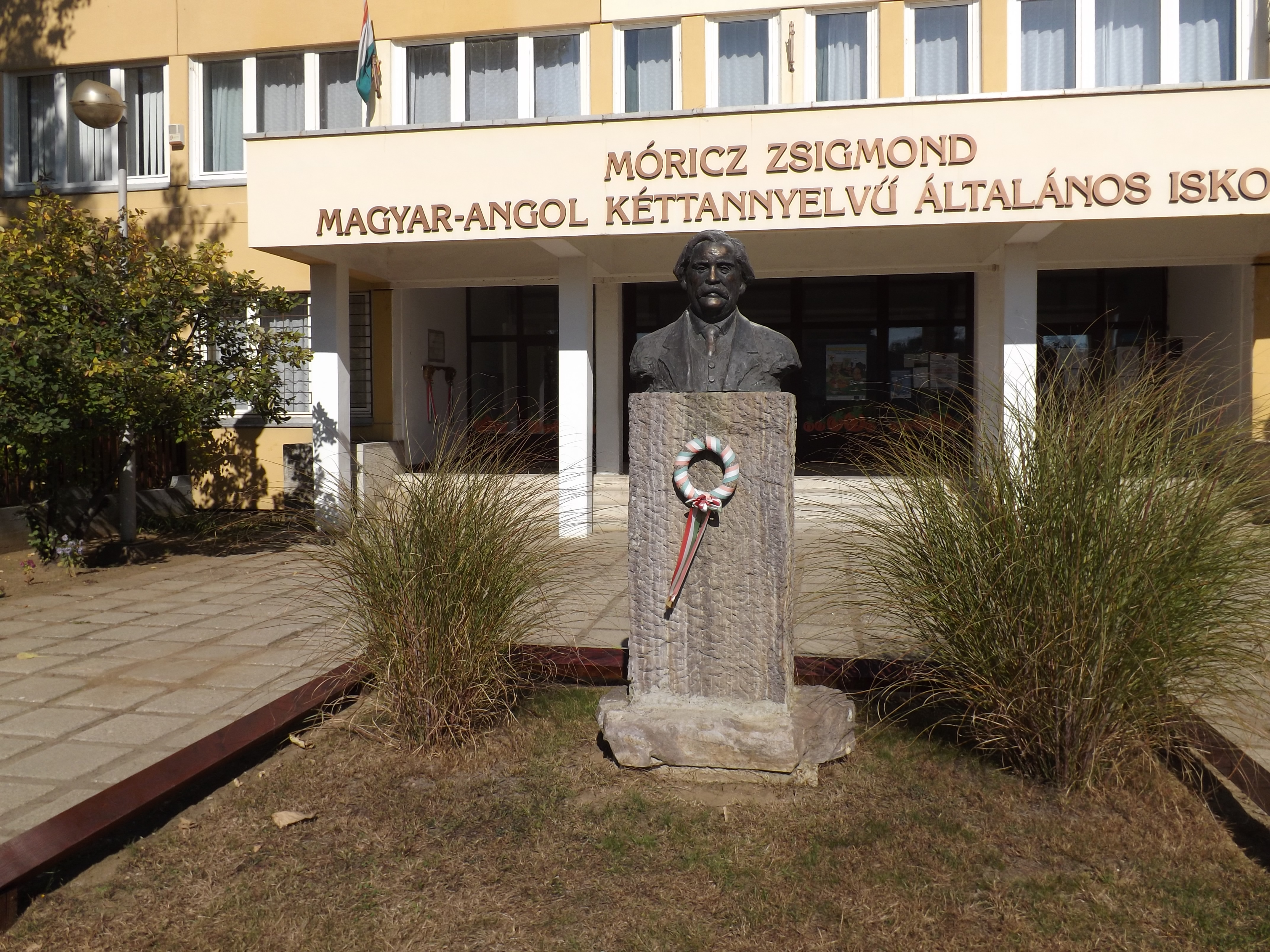
Móricz Zsigmond szobra a róla elnevezett iskola bejárata előtt
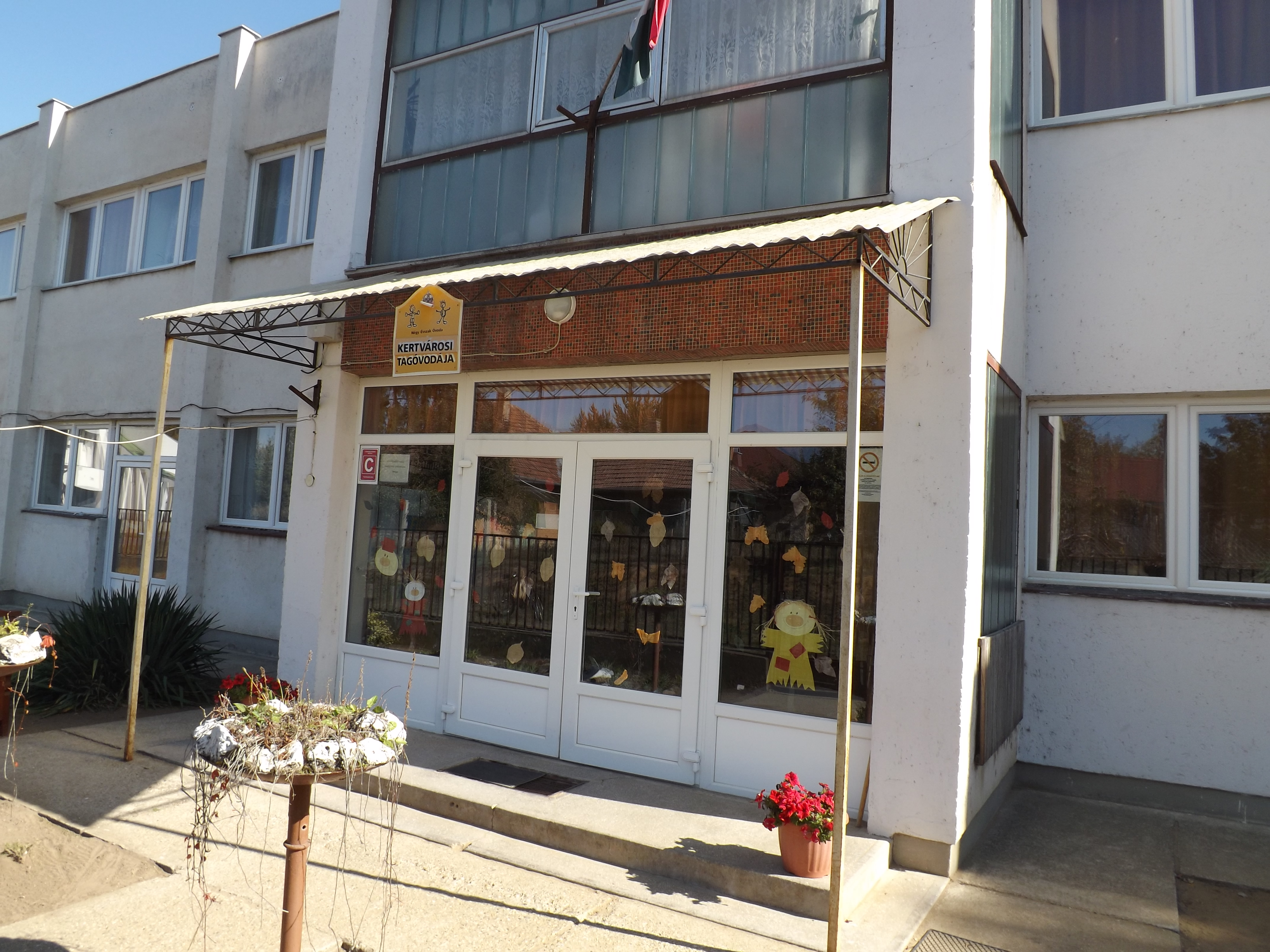
Ráczkerti óvoda
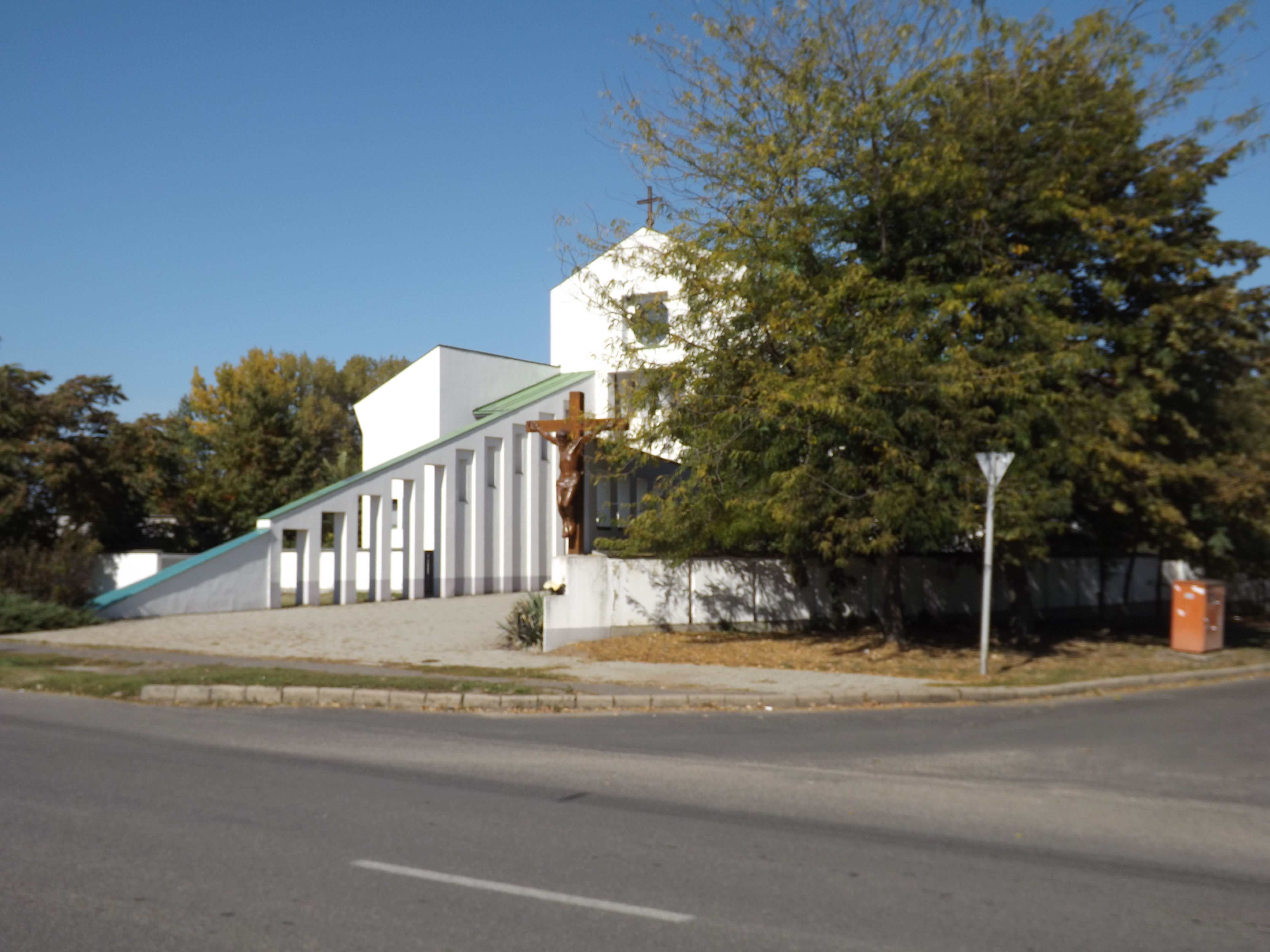
Mátészalka Ráczkert, római katolikus templom
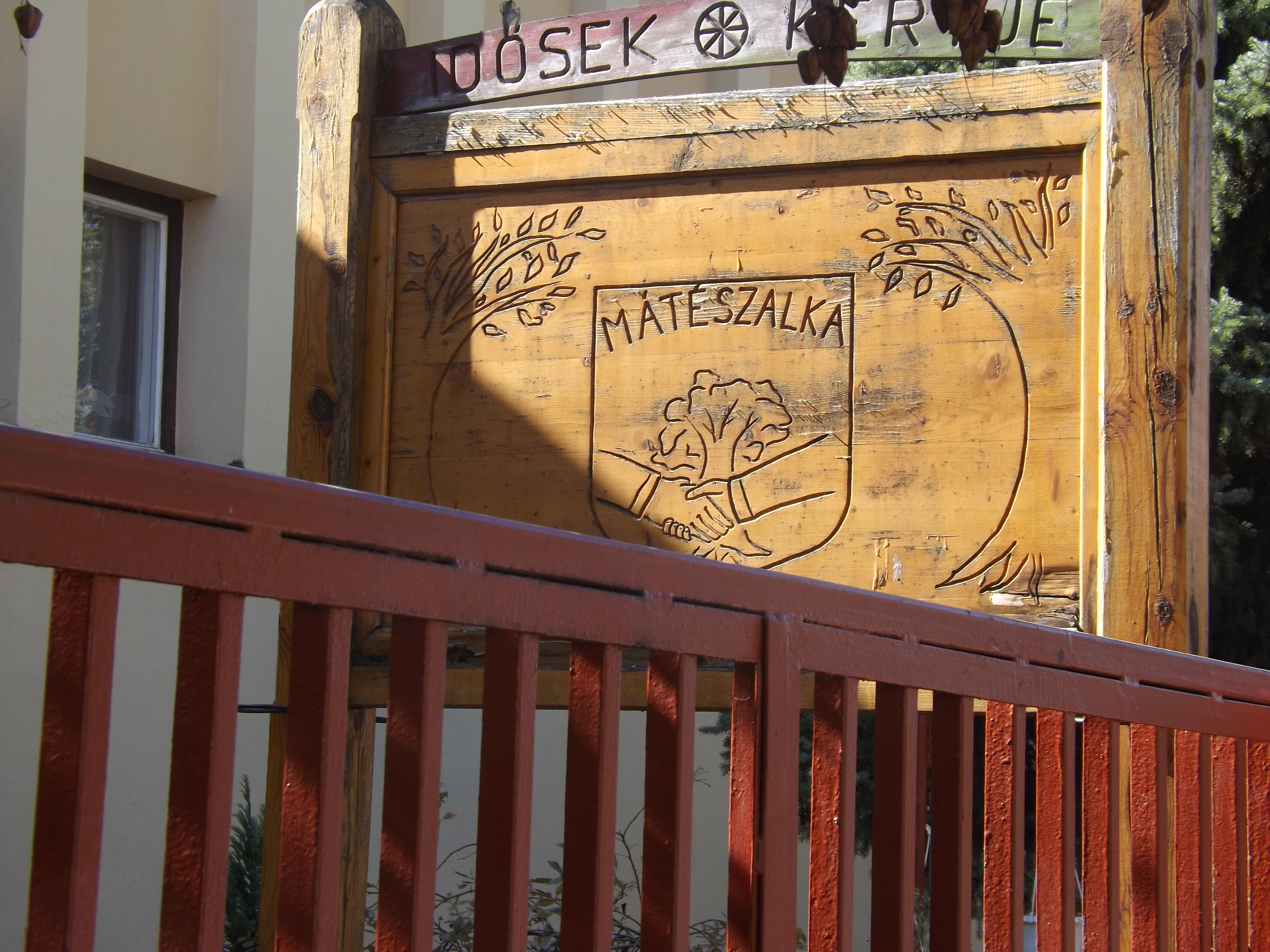
Idősek otthona
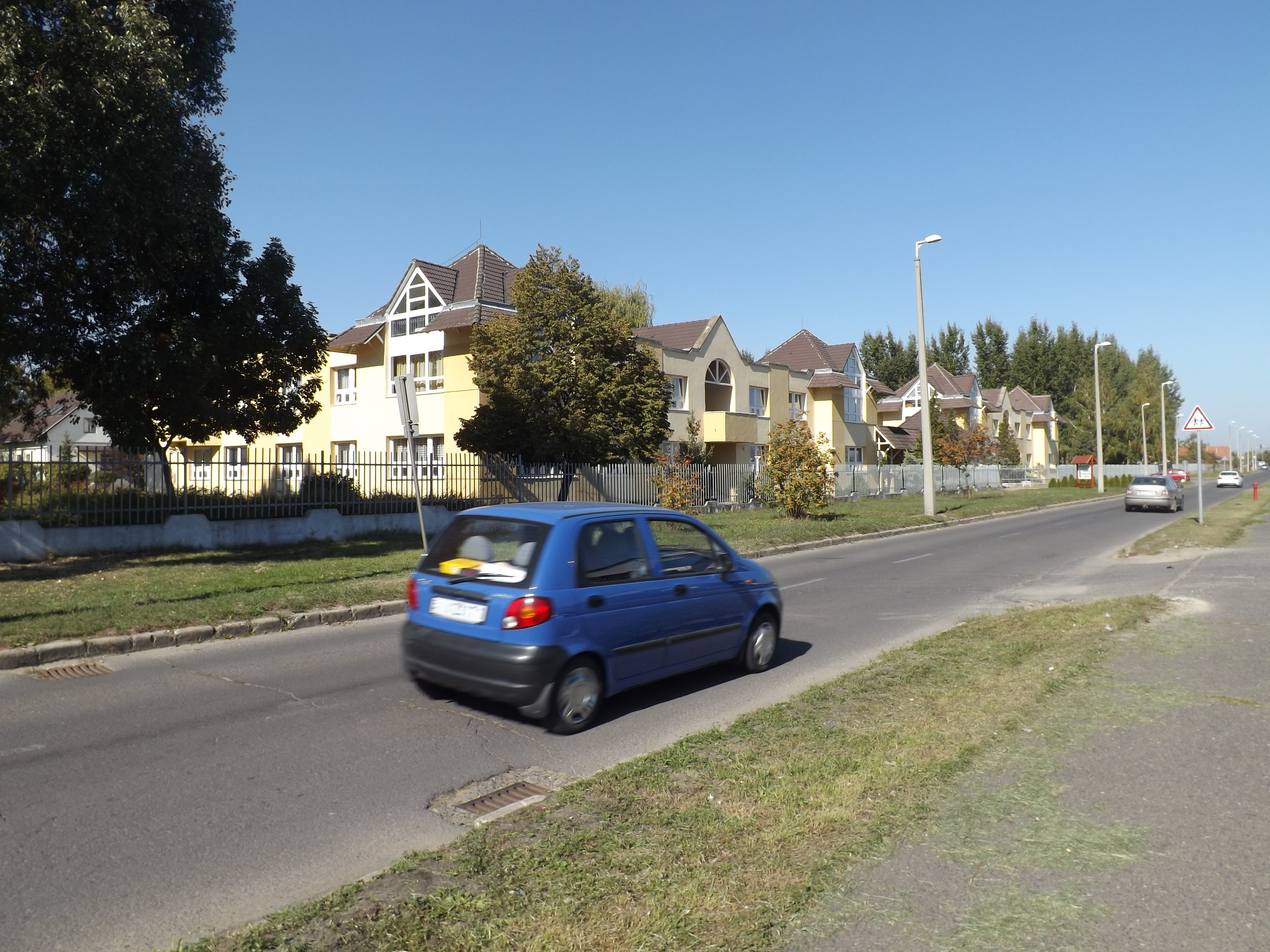
Gyermekváros
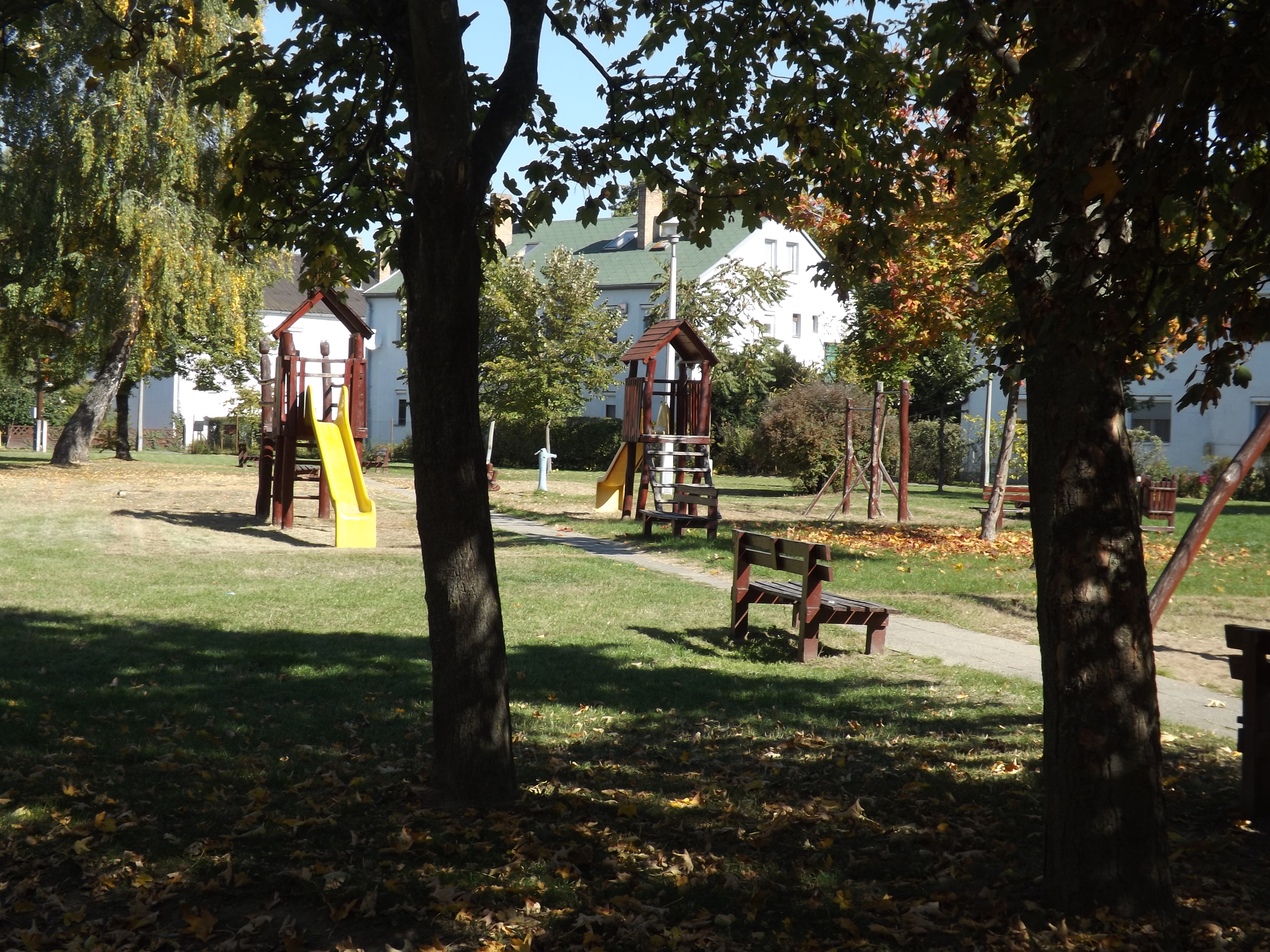
A lakótelep egyik játszótere
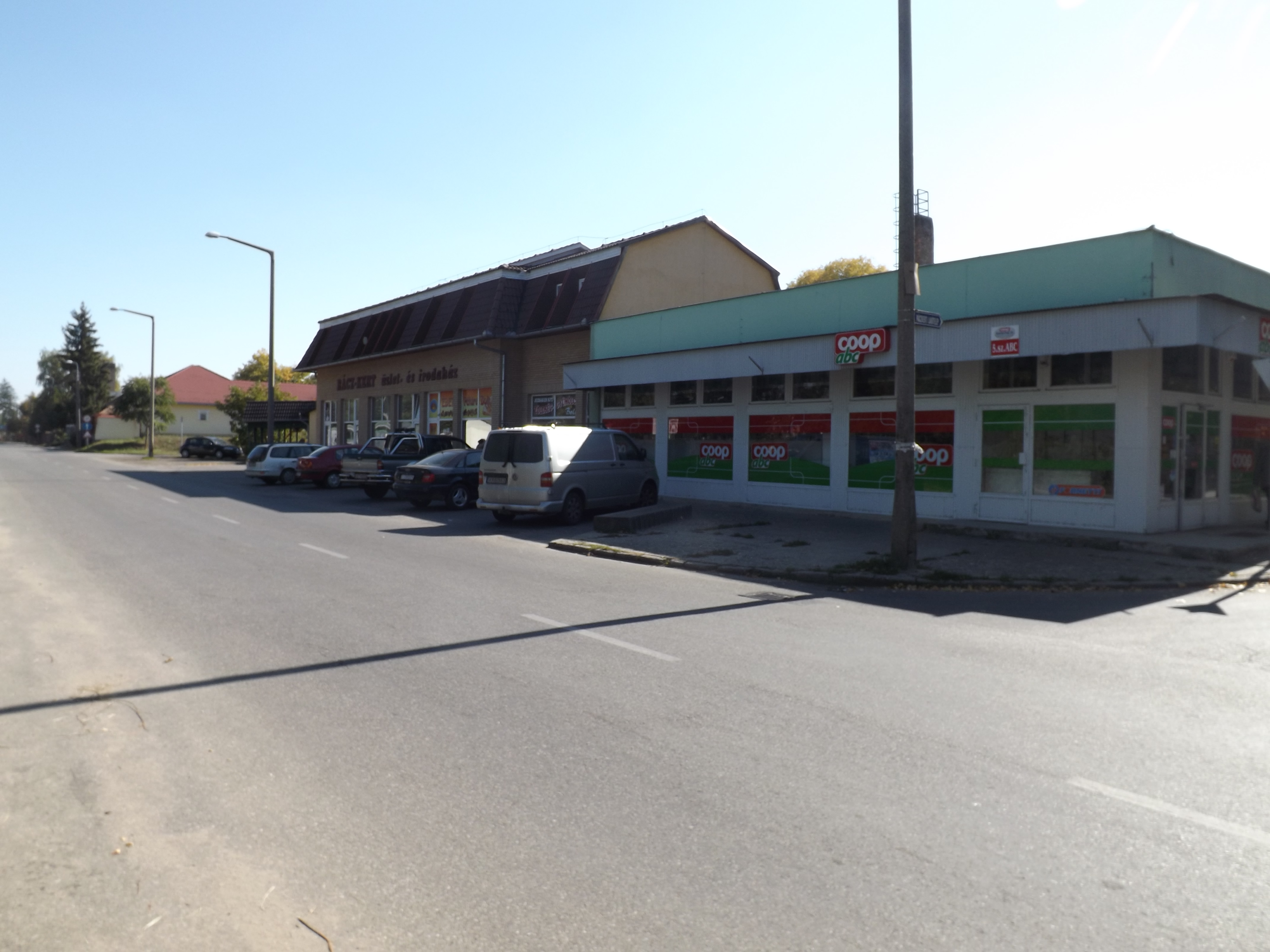
Üzletsor
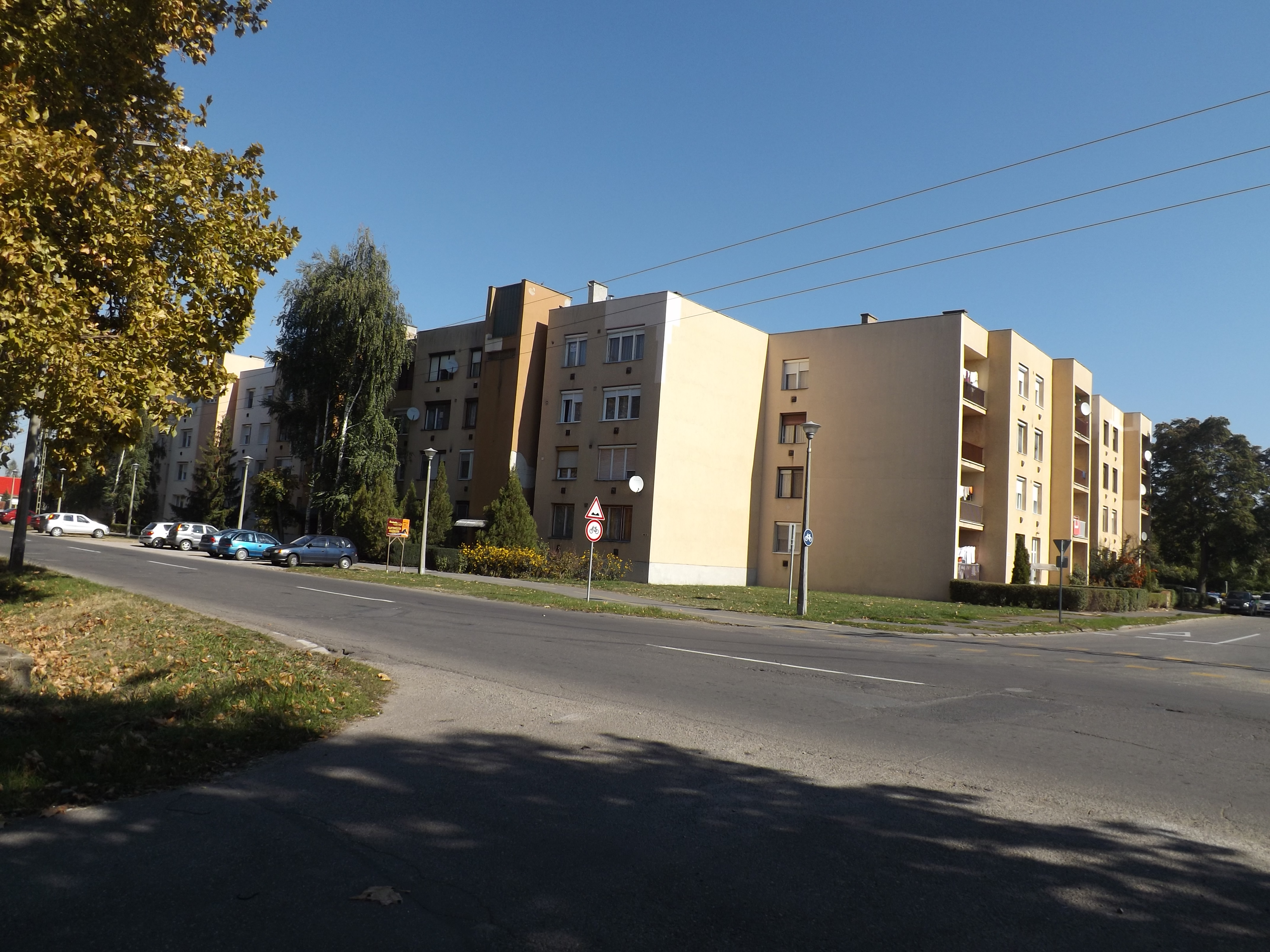
Ráczkerti lakótelep
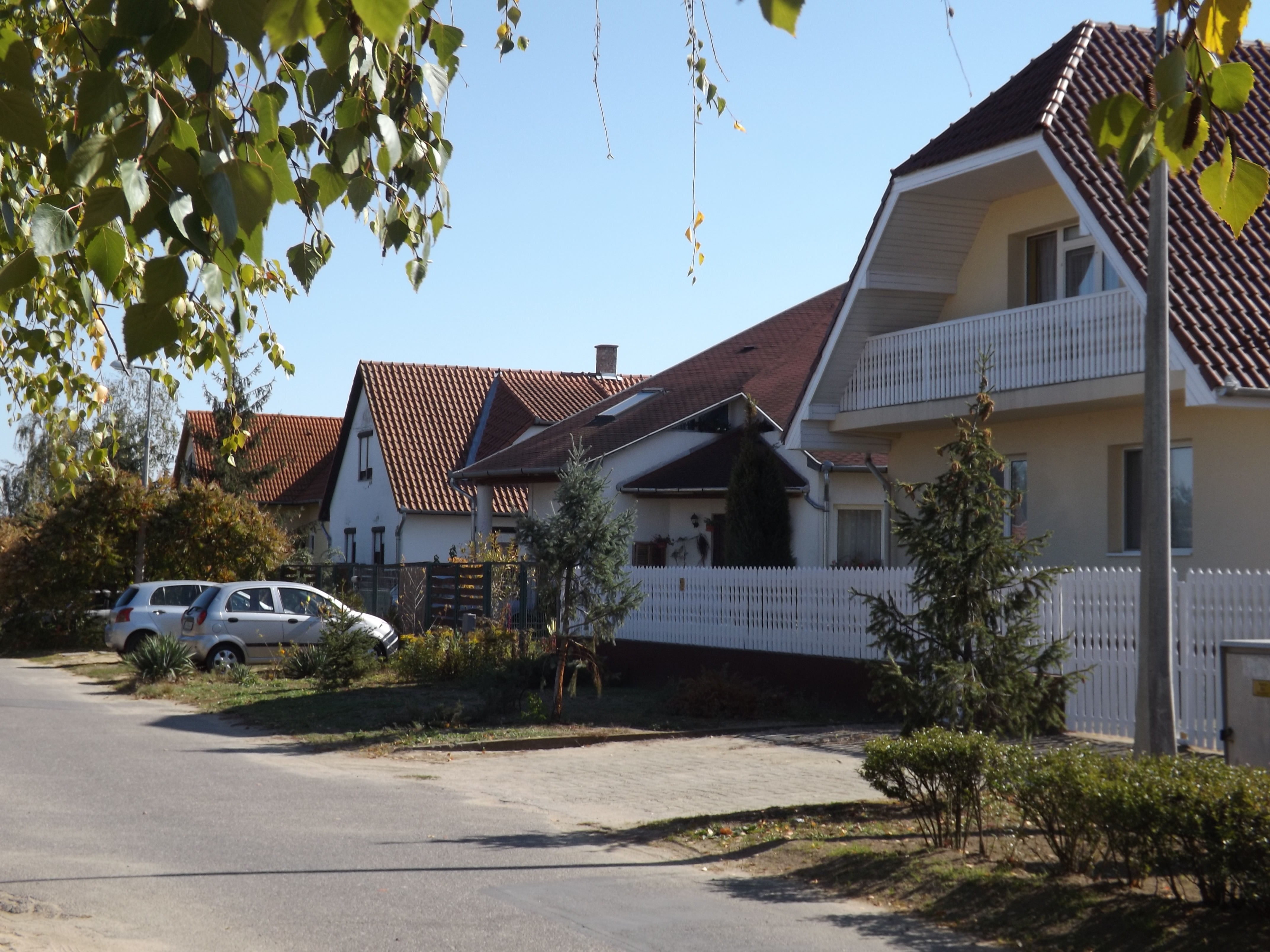
Az új utcasorok egyikének részlete
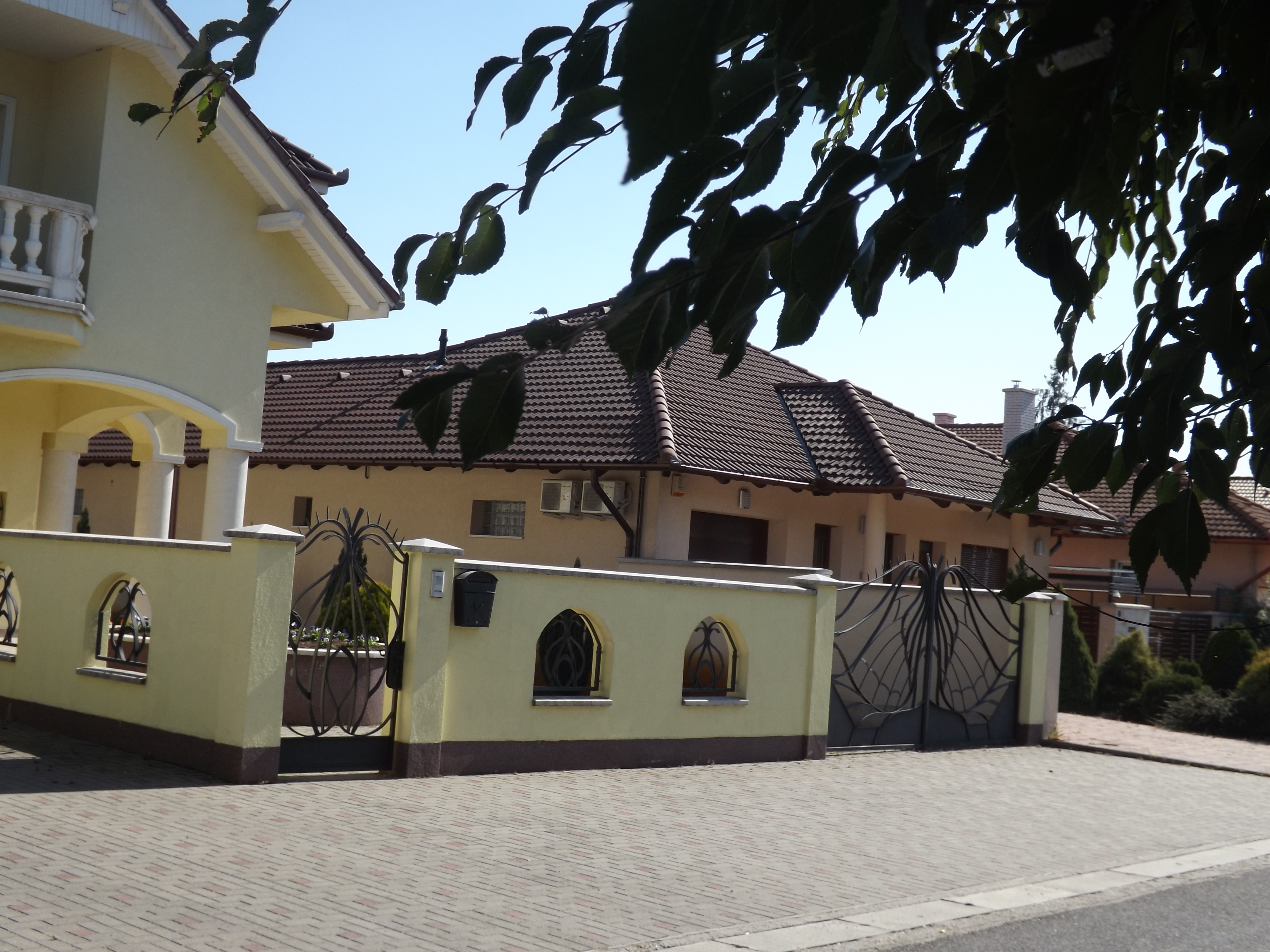
A Ráckert egyik új utcájának részlete
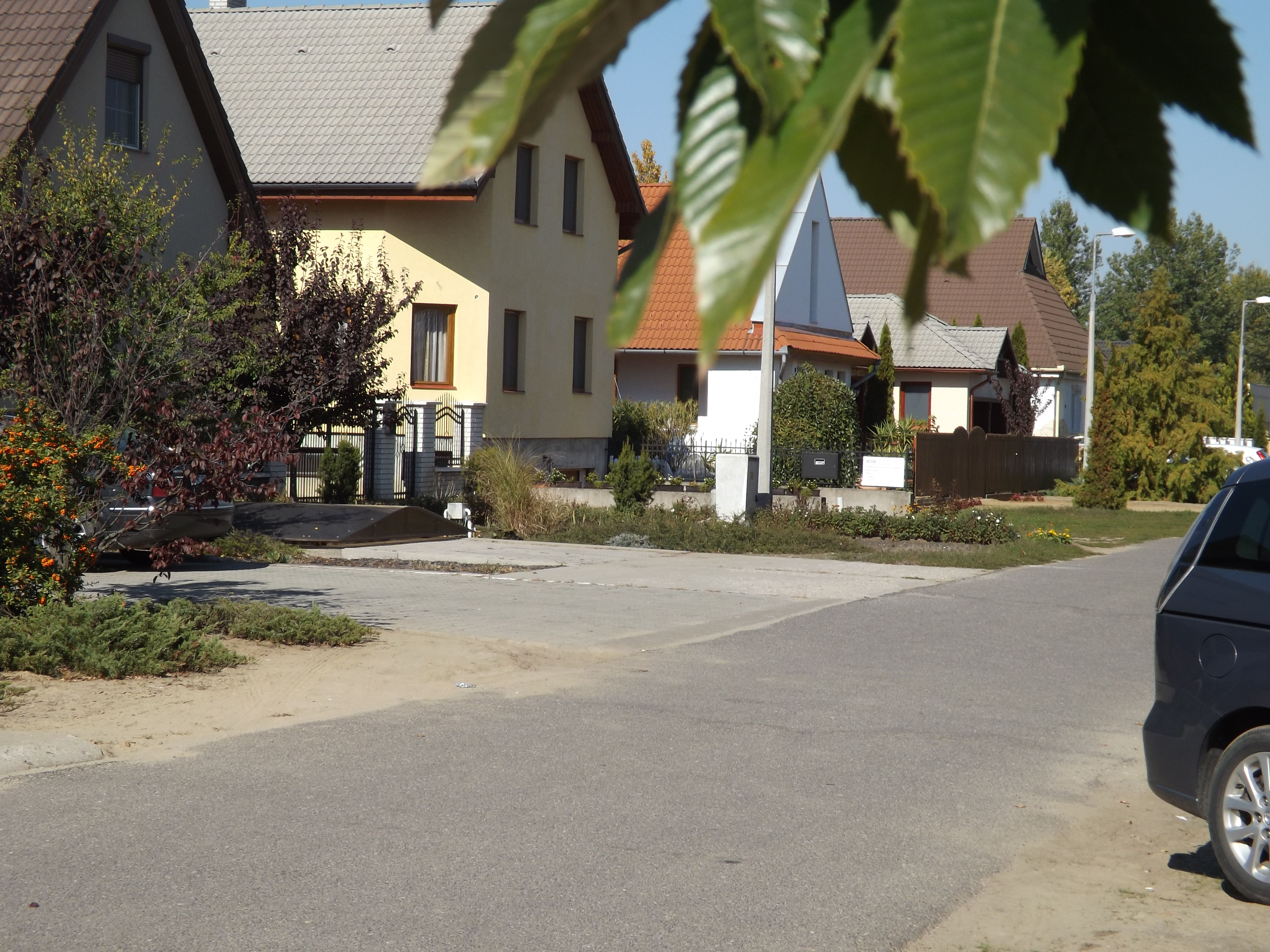
Ráczkerti részlet